# III. Emund svéd király
III. Emund Olofsson vagy Vén Emund (svédül: Emund den Gamle), (1007 – 1061): Olof Skötkonung fia és a svédek királya volt 1050 és 1061 között. Mikor elhunyt, vele együtt kihalt a több mint 500 éves Munsö-ház is. A sigtunai püspököt a pogányok elüldözték.

## Életrajza
Emund III. Olaf király házasságon kívül született gyermeke volt. Édesanyja a vend Edla. Fiatal éveiben a kijevi udvarban szolgált, féltestvére, Anund Jakab halála után örökölte 1050-ben a svéd trónt.
Ádám brémai püspök elbeszéléseiben negatív képet festett róla, mely arra vezethető vissza, hogy Emund inkább Åsmund püspököt támogatta, aki viszont a keleti kereszténység érdekeiben járt el.
Mivel egyetlen fia, Anund már 1056-ban elesett a kvenek elleni harcokban, Emund 1061-es halálával kihalt az Yngling-ház férfiága. Emund leánya feltehetőleg Stenkil Ragnvaldssonnal járt frigyben, aki megalapozta a Stenkil-ház trónigényét.

## Trónkövetés
Emund halála után Stenkil Ragnvaldsson lépett a trónra, és megalapította a Stenkil-házat, mely kisebb szünetekkel (1070 – 1079, 1084 – 1088) egészen 1126-ig uralkodott Svédországban

## Gyermekei
Emund király felesége nem ismert, két gyermeke született:
- Anund[3] (? – 1056)
- Szent Ingamoder Emundsdotter (1043 – 1090) ∞ Stenkil svéd király

## Fordítás
- Ez a szócikk részben vagy egészben  az   Emund der Alte című német Wikipédia-szócikk ezen változatának fordításán alapul.  Az eredeti cikk szerkesztőit annak laptörténete sorolja fel. Ez a jelzés csupán a megfogalmazás eredetét és a szerzői jogokat jelzi, nem szolgál a cikkben szereplő információk forrásmegjelöléseként.

## Külső hivatkozások
- Bengans historiasidor (svéd nyelven). Wadbring.com
- Genealogie-Mittelalter.de
- https://web.archive.org/web/20070930014619/http://histvarld.historiska.se/histvarld/sok/artikel.asp?id=10262